# Alain Brigion Tobe
Alain Brigion Tobe (6 novembre 1986) è un ex nuotatore camerunese, specializzato nello stile libero.

## Biografia
Rappresentò il Camerun ai Giochi olimpici estivi di Pechino 2008, dove ottenne il 61º tempo nelle batterie dei 50 m stile libero e fu eliminato.